# Arachnophaga abstrusa
Arachnophaga abstrusa är en stekelart som beskrevs av Charles Joseph Gahan 1943. Arachnophaga abstrusa ingår i släktet Arachnophaga och familjen hoppglanssteklar. Inga underarter finns listade.